# 燃えよ!功夫淑女
燃えよ!功夫淑女（もえよ!カンフーレディ）は、山佐が2006年1月に発売したパチスロ機。4号機のストック機である。

## 概要
『カンフーレディ』（2001年）、『カンフーレツデン』（2002年）に続くカンフーシリーズの第三弾。「ハイパービッグ」（ビッグボーナス中のボタンの押し順が全てナビされ、それに従えば711枚獲得可能）と「チャレンジビッグ」（JACイン時以外はボタンの押し順がナビされない。なお途中でハイパービッグに昇格する場合がある）という2種類のビッグボーナスを搭載した大量獲得機。
ボーナスの放出契機は、主に
- 通常時のボーナス抽選に当選（確率は設定6を除きかなり低い）
- チャンス目成立時のボーナス抽選に当選
- チャンス目成立時、リプレイ3連時、レギュラーボーナス終了後等に行われる「試練の時」突入抽選に当選し、「試練の時」中のボーナス抽選に当選する

の3つ。なお「試練の時」はいわゆる「ボーナスを高確率で放出する状態」に相当し、約1/11.5の確率でボーナス抽選を行う。連荘のためには、チャンス目・リプレイ3連・強ハズレ時に行われる「試練の時」高確率状態の抽選に当選し、その後の高確率状態で素早く「試練の時」に突入する必要がある。ちなみに天井は最大1934Gとなっている。
設定6では通常時のボーナス当選確率が設定1-5に比べ非常に高くなっている一方で、「試練の時」への突入率が設定6のみ非常に低くなっているため、設定6の機械割は約104.7%と、従来の大量獲得機（『吉宗』『主役は銭形』など）と比べると非常に低い。このため、設置当初は決して評判は良いものではなく、設置からわずか1-2ヶ月で撤去される店が相次いだ。
しかし、その後『北斗の拳SE』など、本機種と設定6の機械割が同程度の機種が複数リリースされていることや、逆に設定5であればうまく行けば万枚も狙える台のスペック、4号機の大量獲得機の中では唯一2007年9月までホールへの設置が可能であるといった点から、2007年春以降この機種を再導入する店が増加。しかし2007年9月の検定期限切れを持ってホールから撤去された。

## 登場キャラクター
本機種は豊富な登場キャラクターに加え、主要キャラの声に有名声優を多数起用したことでも話題となった。当機では液晶画面にてデモタイトル表示中にも声優キャストのクレジットが表示される。
七好（チーパオ）
声：こおろぎさとみ
主人公。設定上は16歳。パンダ師匠の下で拳法の修行に励んでいる。
パンダ師匠
声：水島裕
チーパオの師匠。酔拳の達人。
ミンミン
声：福島おりね
チーパオのライバル。17歳。コアラ師匠の弟子。
コアラ師匠
声：青野武
ミンミンの師匠。パンダ師匠とは昔からのライバル関係。
玄天竜王
声：石丸博也
悪の一大組織のボス。実は正体はチーパオの父親。
ゲンガン
声：郷里大輔
チュンメイ
声：鈴鹿千春
リー
声：山崎たくみ
飯店店員
声：金谷ヒデユキ

## 関連商品

### 音楽CD
- 『燃えよ!功夫淑女 最新パチスロサウンドトラック』（サイトロン・デジタルコンテンツ、2006年5月24日、SCDC-00525）